# Quand tu t'en iras
«Quand tu t'en iras» es una canción interpretada por la cantante francesa Mireille Mathieu. Escrita por Jacques Plante  y compuesta por Eros Sciorilli, la canción fue publicado como un sencillo sin álbum en marzo de 1967 junto con «Ce soir ils vont s'aimer» como lado B.
Aunque el sencillo no logró posicionarse en las listas de sencillos franceses, «Ce soir ils vont s'aimer» alcanzó el puesto #4 el 8 de abril de 1967 y se mantuvo allí durante 4 semanas.

## Lanzamiento
«Quand tu t'en iras» fue escrita por Jacques Plante  y compuesta por Eros Sciorilli. Fue publicado en marzo de 1967 como un sencillo sin álbum y un extended play. El lado B, «Ce soir ils vont s'aimer» fue escrita por Christian Gaubert y Pierre-André Dousset. El sencillo apareció en un álbum por primera vez en la recopilación de Columbia Records, Les Bicyclettes de Belsize (1968).

## Lista de canciones
1. «Quand tu t'en iras» – 2:57
2. «Ce soir ils vont s'aimer» – 2:09

## Créditos
Créditos adaptados desde las notas del sencillo.
- Mireille Mathieu – voz principal
- Paul Mauriat – arreglos, director de orquesta
- Sam Levin – fotografía

## Posicionamiento
| Gráficas (1967)      | Pico de posición |
| -------------------- | ---------------- |
| Francia (Top France) | 4                |